# Burggraf von Rietenburg

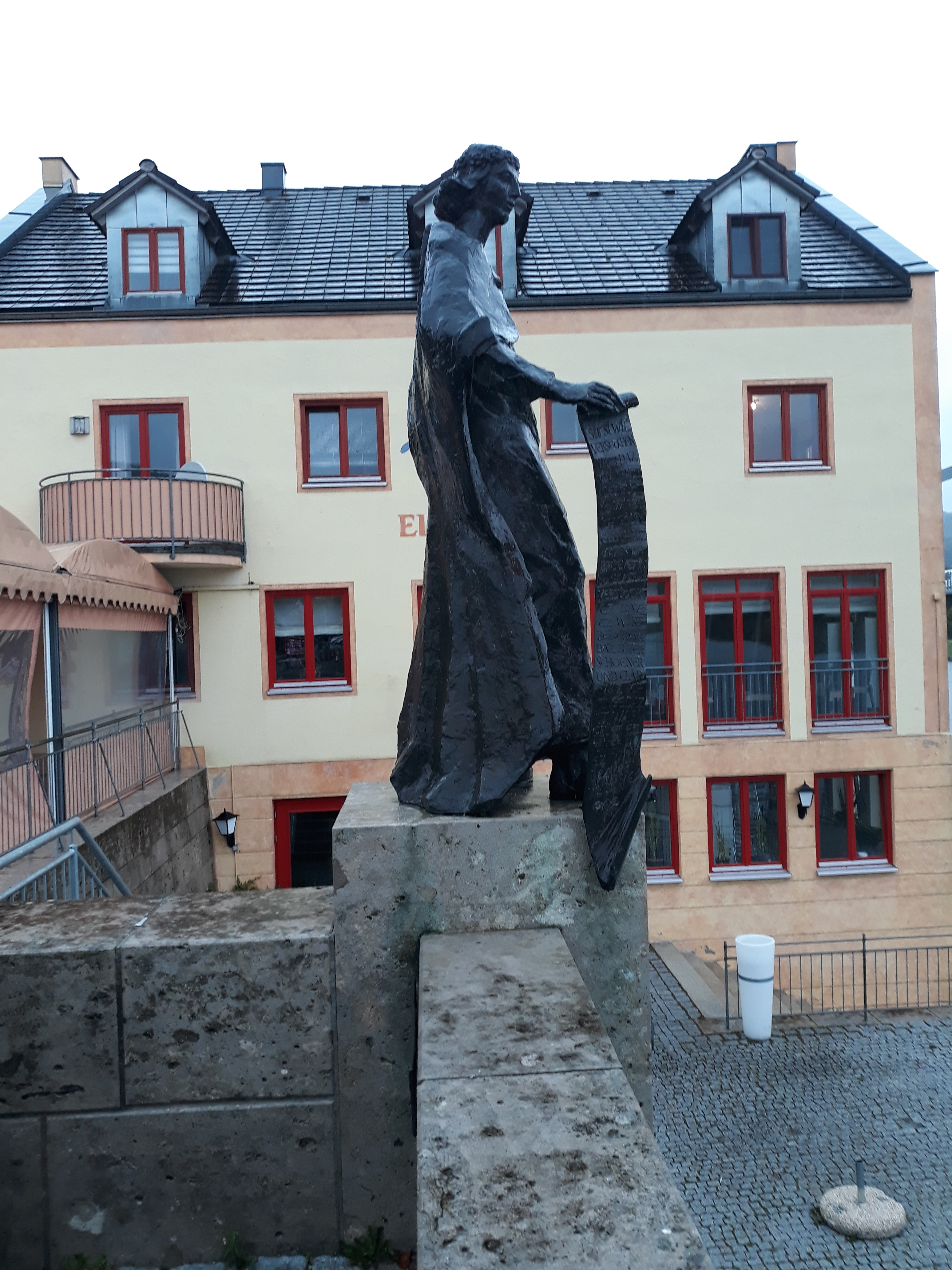
Denkmal des Burggrafen Heinrich in Riedenburg.

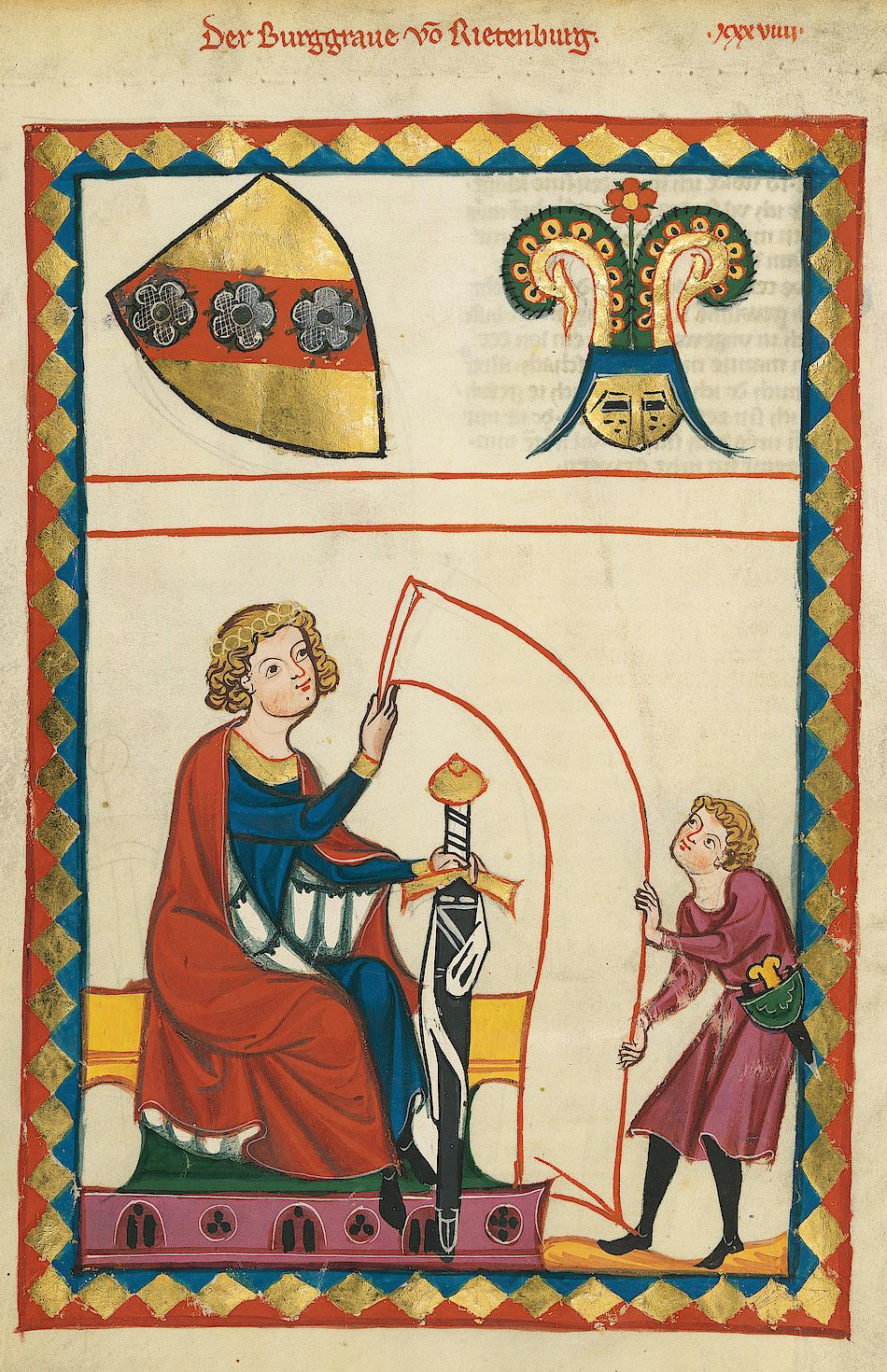
Codex Manesse: Burggraf von Rietenburg

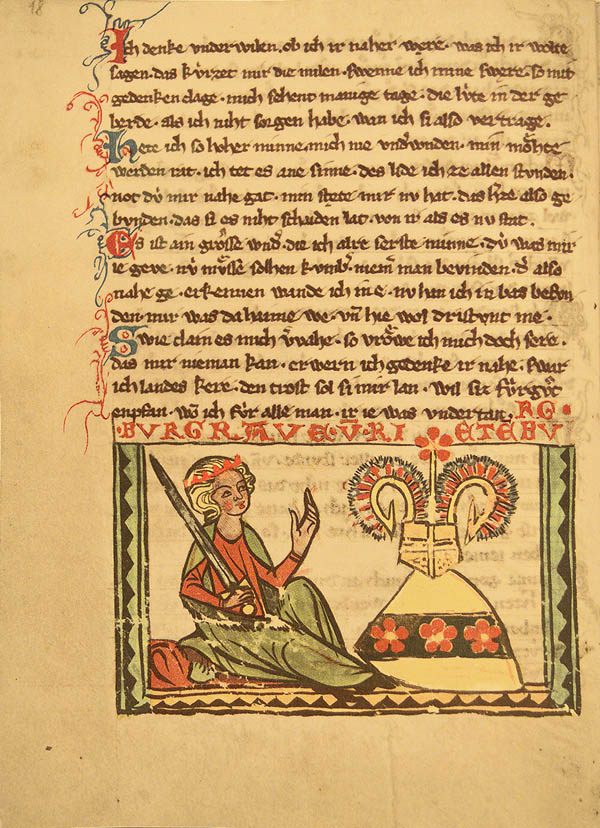
Weingartner Liederhandschrift: Burggraf von Rietenburg

Als Burggraf von Rietenburg (auch Burggraf von Riedenburg) wird ein Minnesänger aus der Familie der Babonen bezeichnet, dessen überlieferte sieben Strophen im Codex Manesse und in der Weingartner Liederhandschrift vorhanden sind. Diese tradierte Bezeichnung als Burggraf von Rietenburg führt allerdings in die Irre, da Riedenburg keine Burggrafschaft, sondern nur eine Grafschaft war. Das kommt auch in der Darstellung des Minnesängers in der Weingartner Liederhandschrift zum Ausdruck, denn hier trägt er eine fünfzackige Grafenkrone, während der Burggraf von Regensburg im Codex Manesse mit einem Fürstenhut dargestellt wird. Zudem waren viele Mitglieder der Babonen auch Grafen von Riedenburg.
Bisweilen wurde angenommen, dass es sich bei dem Burggraf von Regensburg und dem Burggraf von Riedenburg um dieselbe Person handelte. Die Babonen hatten nämlich u. a. das Burggrafenamt in Regensburg und das Grafenamt in Riedenburg inne und nannten sich wechselweise einmal nach der einen oder der anderen Funktion. Die Gleichsetzung der beiden Dichter ist teilweise schon im Mittelalter nachweisbar, so sind im Budapester Fragment die sieben Strophen des Rietenburgers unter der Autorennennung Der Burggrave von Regenspurch überliefert. Nur im Codex Manesse (Hs. C) sind die Textcorpora getrennt. Nach stilkundlichen Untersuchungen bestehen zwischen ihren Werken aber beträchtliche Unterschiede, wobei die Werke des Burggrafen von Regensburg als altertümlicher angesehen und der Zeit um 1170 zugeordnet werden. Als der Burggraf von Riedenburg wird entweder Heinrich IV. oder sein Bruder Otto IV. († nach 1185) eventuell auch Friedrich I. († 1181) angesehen.
Zwischen den Babonen und den Babenbergern bestanden verwandtschaftliche Beziehungen, und so ist es nicht verwunderlich, dass Mitglieder der Babonen oft am Wiener Hof anzutreffen waren, wo sich der donauländische Minnesang besonders entfaltet hat.